# Green Lord Motors

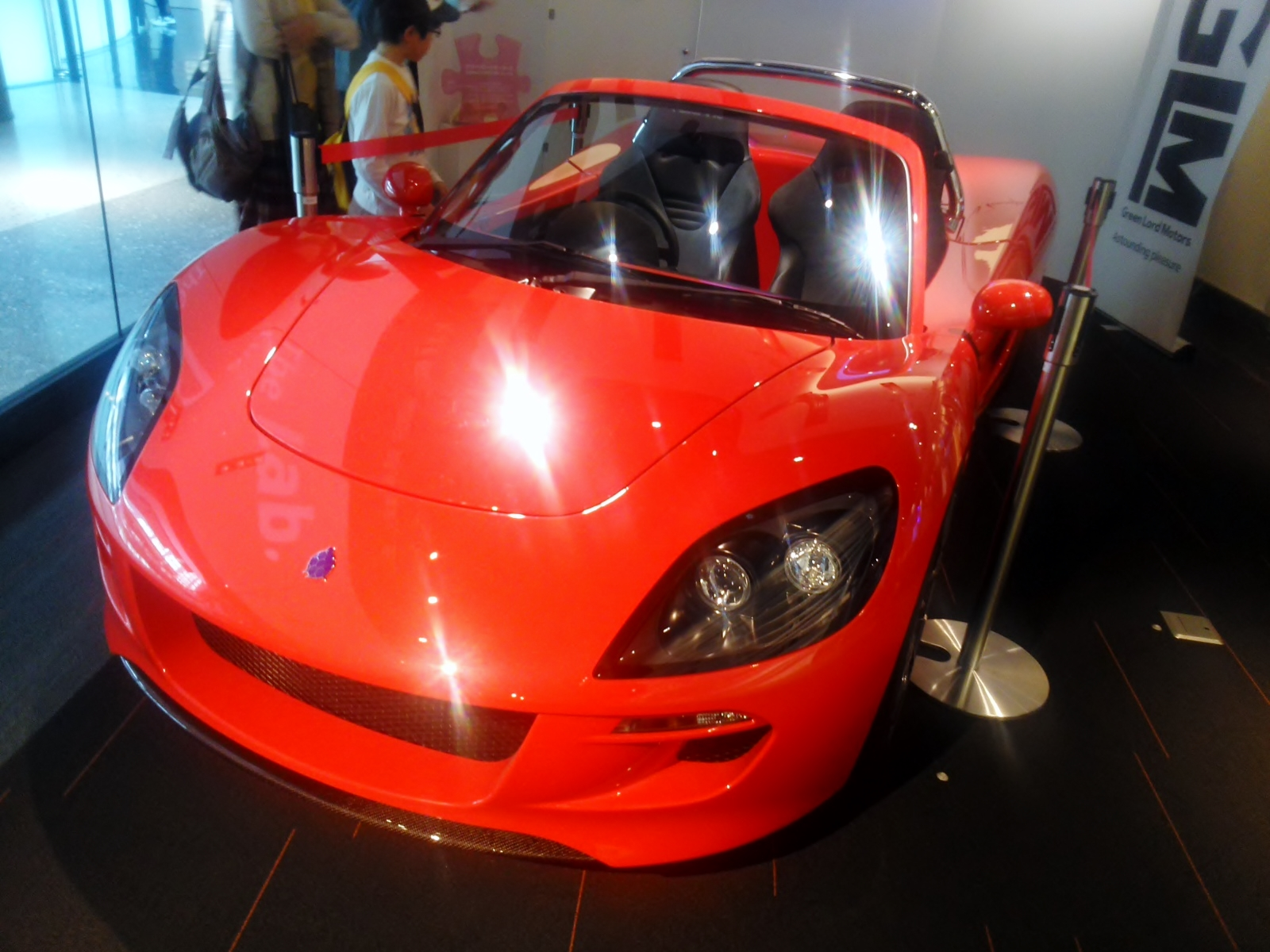
Tommy Kaira ZZ.

Green Lord Motors (GLM), officiellement GLM Co., Ltd. (GLM株式会社), est un constructeur automobile japonais.
Fondée en avril 2010, cette startup est basée à Kyoto. L'entreprise, surnommée la « Tesla nippon » par la presse, se place sur le marché des voitures électriques haut de gamme. Elle travaille notamment sur une plate-forme.
Ses modèles sont la Tommy Kaira ZZ et la GLM G4.